# Óscar Salazar
Óscar Salazar Blanco, né le 3 novembre 1977 à Mexico est un taekwondoïste mexicain. Il a obtenu la médaille d'argent lors des Jeux olympiques d'été de 2004 dans la catégorie des moins de 58 kg s'inclinant en finale devant Chu Mu-Yen.
Salazar a également été médaillé de bronze aux Championnats du monde en 1997.
Sa sœur Iridia a également pratiqué le taekwondo au haut niveau et a été comme lui médaillée olympique en 2004.